# جنگ میره
جنگ میره، روستایی از توابع بخش اسالم شهرستان طوالش در استان گیلان ایران است که قدیم در این روستا جنگ زیادی رخ میداد و این نام برایش ماند و حال نام این روستا باعث خنده همگان شده

## جمعیت
این روستا در دهستان اسالم قرار دارد و براساس سرشماری مرکز آمار ایران در سال ۱۳۸۵، جمعیت آن ۱۸۱ نفر (۳۹خانوار) بوده‌است.